# Augusto Romagnoli
Augusto Romagnoli (Bologna, 19 luglio 1879 – Roma, 8 marzo 1946) è stato un insegnante italiano.

## Biografia
Nacque da una famiglia modesta: perse la vista a un mese di vita e in seguito subì un intervento che gli permise di vedere ombre e colori, tuttavia a trent'anni perse definitivamente la vista.
A cinque anni entrò nell'istituto per ciechi della città dove mostrò subito una grande vivacità d'ingegno. Studiò musica e lavori manuali d'intreccio. Entrato nell'istituto dei ciechi "Francesco Cavazza" di Bologna nel 1884, si laureò in lettere e poi in filosofia all'Università di Bologna.
Primo fra i ciechi, nel 1908 ricevette l'incarico di insegnare storia e filosofia al liceo di Massa e poi in quello di Lanciano e di Rieti. Diresse l'ospizio per ciechi di guerra fondato dalla regina Margherita di Savoia dal 1911 al 1915 e dopo la guerra l'ospizio per ciechi di guerra, ospitato a Villa Aldobrandini, a Frascati.
Nel 1924, su ordine del ministero, ispezionò tutti gli istituti per ciechi; lavorò alla promulgazione della legge per l'istruzione obbligatoria per i ciechi. Nel 1926 organizzò la Scuola di Metodo per gli educatori dei ciechi che diresse fino alla morte.
È stata una figura fondamentale per il processo di integrazione dei disabili in Italia. Ha sempre cercato di perseguire il suo sogno, ossia che tutti i ragazzi ciechi fossero educati insieme ai vedenti.
Il liceo classico "Vittorio Emanuele II" di Lanciano gli ha dedicato un busto bronzeo con lapide.